# Văduvie

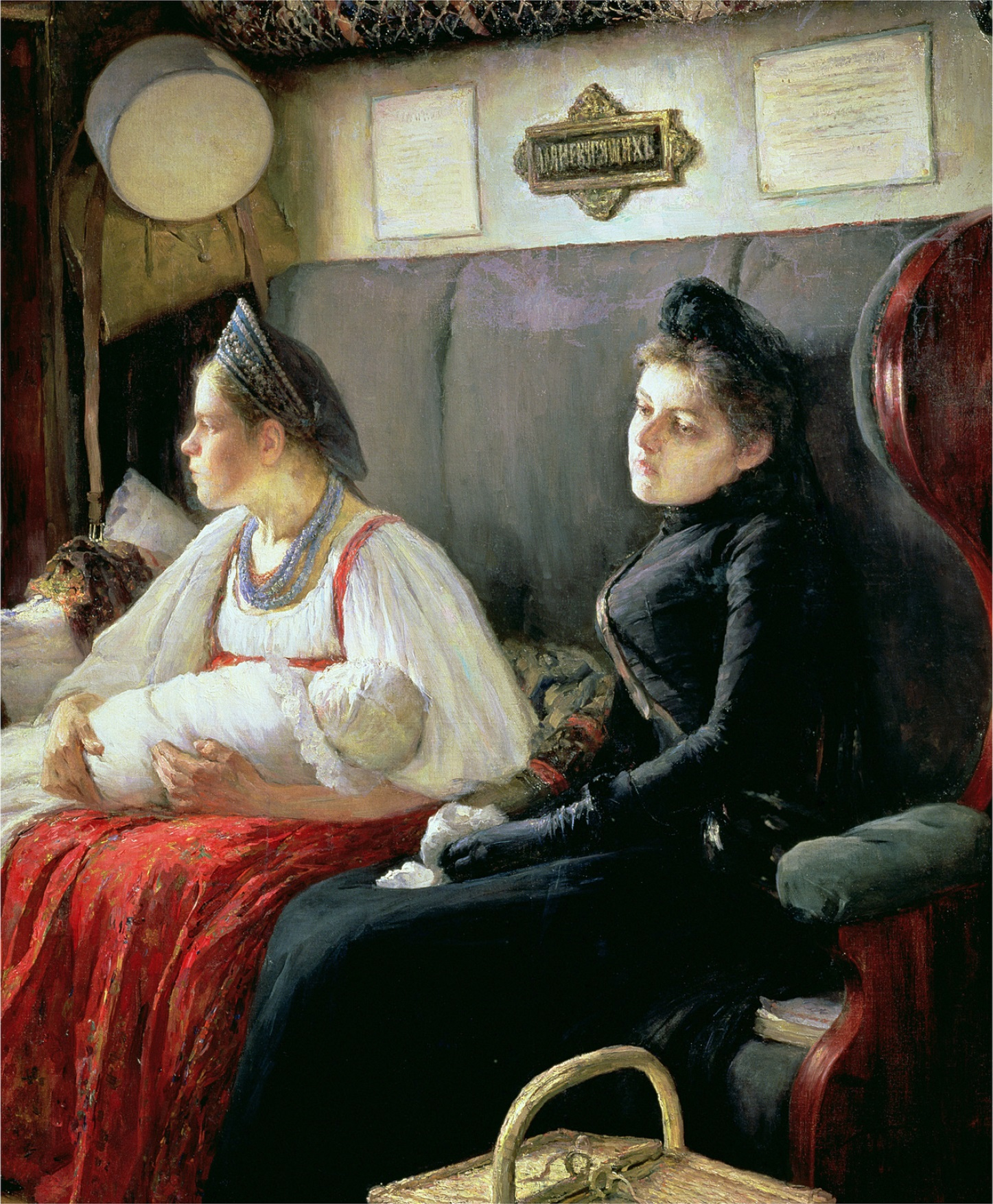
Pictură cu femeie văduvă în doliu.
(Leonid O. Pasternak, 1891)</br>

Văduvia este starea civilă a unei persoane, bărbat sau femeie, care și-a pierdut soțul prin moarte și nu s-a recăsătorit. Văduvia începe din momentul decesului unuia din soți și durează până în momentul în care celălalt se recăsătorește. În funcție de sex, persoana afectată de văduvie poate fi numită văduvă (dacă este femeie) sau văduv (dacă este bărbat).